# Edad gestacional
La edad gestacional se refiere a la edad de un embrión, un feto o un recién nacido desde el primer día de la última menstruación. Es un sistema estandarizado para cuantificar la progresión del embarazo y comienza aproximadamente dos semanas antes de la fertilización. De por sí, no constituye el comienzo del embarazo, un punto que se mantiene controvertido, por lo que se han diseñado sistemas alternos de conteos para dar con el comienzo del embarazo.

## Terminología
La edad gestacional no debe ser confundida con la edad de fertilización, también llamada edad de concepción o edad de desarrollo de un embrión o feto. La edad de fertilización siempre comienza a contarse desde el momento de la fertilización y la edad gestacional unas dos semanas de mayor edad.
Se considera un embarazo a término al cabo de 37-42 semanas, a partir del primer día del último período menstrual hasta la fecha estimada de parto, con un rango normal entre 37 y 40 semanas. Un feto nacido antes de las 36 semanas es considerado prematuro y se enfrenta a riesgos variados de morbilidad e incluso de mortalidad.
- RNPOST-TÉRMINO: es un recién nacido posmaduro mayor de 42 semanas.
- RNAT: es un recién nacido a término, 37-42 semanas.[nota 1]
- RNPT LÍMITE: es un recién nacido antes de término durante la semana 38.ª (37 y 0 días - 37 y 6 días).
- RNPT: es un recién nacido prematuro
  - RNPT MODERADO: es un recién nacido prematuro entre 31 a 36 semanas y 6 días.
  - RNPT EXTREMO: es un recién nacido prematuro menor de 31 semanas.

Otros términos relacionados con la edad gestacional incluyen los asociados al peso del recién nacido:
- RNBP: es un recién nacido de bajo peso, es decir, menor a los 2.500 gramos.
- RNMUYBP: es un recién nacido de muy bajo peso, es decir, menor de 1.500 gramos.
- RNEXTREMOBP: es un recién nacido de extremo bajo peso, es decir, menor de 1.000 gramos.
- RNALTOPESO: es un recién nacido que pese >4.000 gramos.

### Nota
1. 1 2  En el pasado, el período de 3 semanas antes hasta 2 semanas después de la fecha estimada del parto era considerado como embarazo a término, con la expectativa de que los resultados neonatales de partos en este intervalo fueran uniformes y buenos. Sin embargo, cada vez más la investigación ha identificado que los resultados neonatales, especialmente las complicaciones respiratorias, varían dependiendo del momento del parto, incluso dentro de este rango de edad gestacional de 5 semanas.[2] La frecuencia de los resultados neonatales adversos son menores en los bebés nacidos entre las semanas 39 y 40 de gestación, en comparación con aquellos nacidos durante el período temprano de este margen.[3] Por esta razón, los proyectos para mejorar de la calidad se han centrado, por ejemplo, en la eliminación de la inducción de partos sin indicación médica en embarazos menores de 39.[2]

## Desarrollo fetal
Los eventos del desarrollo prenatal por lo general ocurren en momentos específicos de la edad gestacional. Por ejemplo, el tiempo de exposición a una toxina durante la gestación puede predecir con relativa exactitud las potenciales consecuencias dañinas al feto. Existe una relación entre el comienzo de los cuidados prenatales y la edad gestacional en la aparición de deficiencias nutricionales causantes de anemia y deficiencia de hierro, entre otros, en quienes tienen una avanzada edad gestacional y el comienzo de su control prenatal.
Los cálculos de la edad gestacional usando la fecha de última regla (FUR) son a veces incorrectas o inseguras por razón de la variación normal del ciclo menstrual y el día exacto de la ovulación. Por lo tanto, la edad gestacional de un individuo puede ser calculada con un mejor grado de certidumbre usando varios métodos indirectos:
1. La fecha probable de la última relación sexual, un método antenatal;
2. La fecha de los signos de fertilidad materna relacionados con la ovulación. La observaciones necesarias son obtenidas por aquellas madres que se encuentren en métodos de fertilidad para quedar embarazadas;
3. El examen del neonato, usando técnicas y exámenes—como el test de Ballard—para el cálculo de la edad gestacional después del parto (un método poasnatal);
4. Un ultrasonido obstétrico durante el embarazo donde, con el uso de medidas fetales, se estima la edad gestacional, un método antenatal.
5. Medición de la altura uterina, desde la sínfisis púbica hasta el fondo de saco del útero, un método antenatal.